# Coupe Sheikh Jassem du Qatar

La Supercoupe du Qatar appelée Coupe Sheikh Jassem de Qatar a été créée en 1972, a lieu tous les ans opposants le vainqueur de la Coupe de l'Emir et le Champion du Qatar.

## Palmarès
- 1977 : Al Sadd Doha
- 1978 : Al Sadd Doha
- 1979 : Al Sadd Doha
- 1980 : Al Arabi Doha
- 1981 : Al Sadd Doha
- 1982 : Al Arabi Doha
- 1983 : Qatar SC
- 1984 : Qatar SC
- 1985 : Al Sadd Doha
- 1986 : Al Sadd Doha
- 1987 : Qatar SC
- 1988 : Al Sadd Doha
- 1989 : Al Wakrah Club
- 1990 : Al Sadd Doha
- 1991 : Al Wakrah Club
- 1992 : Al Rayyan Club
- 1993 : Coupe non terminée
- 1994 : Al Arabi Doha
- 1995 : Qatar SC
- 1996 : Al Shamal
- 1997 : Al Sadd Doha
- 1998 : Al Wakrah Club 2-0 Al Ahly Doha
- 1999 : Al Sadd Doha 3-2 Al Khor
- 2000 : Al Rayyan Club 2-0 Al Khor
- 2001 : Al Sadd Doha
- 2002 : Al Khor 1-0 Qatar SC
- 2003 : Muaither SC 2-1 Al Wakrah Club
- 2004 : Al Wakrah Club 1-1 Qatar SC
- 2005 : Al Gharrafa Doha 2-1 Al Ahly Doha
- 2006 : Al Sadd Doha 2-0 Al Rayyan Club
- 2007 : Al Gharrafa Doha 4-2 Al-Sailiya
- 2008 : Al Arabi Doha 3-0 Al Rayyan Club
- 2009 : Umm Salal Club 2-1 Al Khor
- 2010 : Al Arabi Doha 1-0 Al-Duhail SC
- 2011 : Al Arabi Doha 3-2 Umm Salal Club
- 2012 : Al Rayyan Club 1-0 Al Sadd SC
- 2013 : Al Rayyan Club 2-0 Al Kharitiyath
- 2014 : Al Sadd SC 3-2 Al-Duhail SC
- 2015 : Al-Duhail SC 4-2 Al Sadd SC
- 2016 : Al-Duhail SC 2-0 Al-Rayyan SC
- 2017 : Al Sadd SC 4-2 Al-Duhail SC
- 2018 : Al Rayyan Club 1-1(5 tab à 3) Al-Duhail SC[1]
- 2019 : Al Sadd SC 1-0 Al-Duhail SC